# Alisan Porter
 (mars 2016).
Si vous disposez d'ouvrages ou d'articles de référence ou si vous connaissez des sites web de qualité traitant du thème abordé ici, merci de compléter l'article en donnant les références utiles à sa vérifiabilité et en les liant à la section « Notes et références ».
Alisan Porter, née le 20 juin 1981 à Worcester (Massachusetts), est une ancienne enfant star, chanteuse, danseuse et blogueuse américaine. Elle est surtout connue pour son rôle dans le film La P'tite Arnaqueuse (Curly Sue) en 1991. En 2016, elle remporte la 10e saison de l'émission The Voice.

## Biographie
Juive, sa grand-mère maternelle avait pour beau père Joseph Klein, et dirigeait le Centre de Danse de Worcester. Sa mère, Laura Klein, fut la coach de danse de Diane et Elaine Klimaszewski, apparues dans Star Search en 1987 dans la catégorie des jeunes vocalistes, puis connues en tant que Klimaszewski Twins. Son père, Ric Porter est le cofondateur, chanteur et compositeur du Worcester Band Zonkaraz. Alors que les jumelles se produisent à Los Angeles, le producteur du spectacle remarque Alisan Porter en train de chanter à l’hôtel et la fait participer à l'épisode suivant. Ainsi, à l'âge de cinq ans elle devient la plus jeune participante de Star Search qu'elle remporte[réf. nécessaire].
Elle est connue en tant qu'actrice pour son rôle dans La P'tite Arnaqueuse avec James Belushi. Elle a joué aux côtés de Tim Curry dans une scène d'introduction à la cérémonie des Awards, sautant hors de l'écran de cinéma et apparaissant en chair et en os par les biais d'effets spéciaux.
Porter rejoint par la suite un groupe de théâtre lors de son cursus au lycée à Westport (Connecticut). À 18 ans, elle s'en va à New York pour auditionner pour des comédies musicales à Broadway. Elle est sélectionnée pour le personnage d'Urleen dans la comédie musicale Footloose.
Elle part ensuite à Los Angeles, pour se concentrer sur sa carrière musicale. Elle incarne Miriam dans la comédie musicale The Ten Commandments : the Musical au Théâtre Dolby à Los Angeles aux côtés de Val Kilmer, Adam Lambert et Lauren Kennedy.
En 2003, elle crée le groupe The Raz, en tant que chanteuse et compositrice principale. The Raz se sépare en 2004. En 2005 elle annonce la naissance de son nouveau groupe, The Alisan Porter Project.
En 2006, elle se produit lors de l’hommage à A Chorus Line dans le rôle de Bebe Bensonheimer au Gerald Schoenfeld Theatre à New York.
Le 9 octobre 2009, son premier album indépendant, Alisan Porter est publié. L'amie d'Alisan Porter Scarlett Cherry écrit et produit son album.
Elle a admis publiquement avoir été alcoolique jusqu'en 2007,.

### The Voice(2016)
Le 29 février 2016, elle est candidate dans la 10e saison de The Voice et chante Blue Bayou. Les quatre célébrités Christina Aguilera, Adam Levine, Blake Shelton et Pharrell Williams lui donnent un point et elle choisit Christina Aguilera comme coach. Elle remporte finalement cette saison.

## Vie personnelle
Le 10 mars 2012, Alisan Porter épouse Brian Autenrieth, un exportateur de fruits, acteur et chanteur de soap opera, en Californie. Le couple a deux enfants : un fils Mason Blaise (né le 17 juillet 2012) et une fille Aria Sage (née le 8 mai 2014). Ils se séparent en 2017.

## Filmographie partielle
- 1989 : Portrait craché d'une famille modèle de Ron Howard
- 1991 : La P'tite Arnaqueuse de John Hughes